# Orvietan

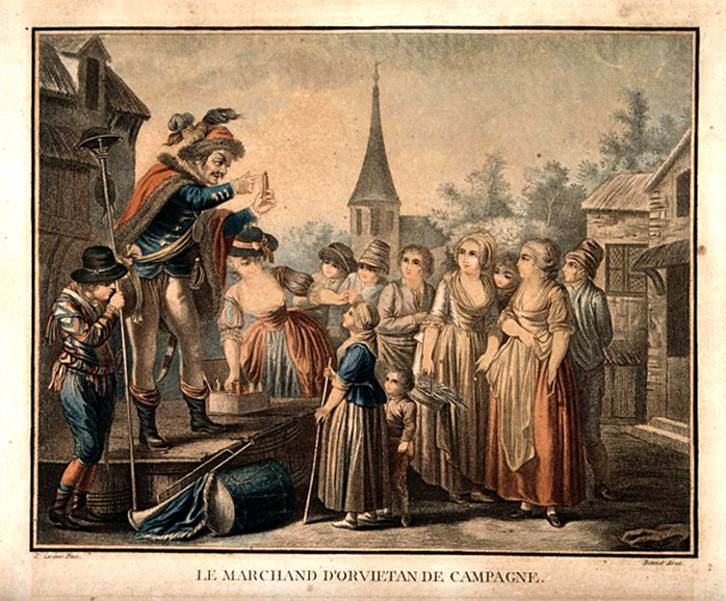
Orvietan-Verkäufer

Orvietan war die Bezeichnung für ein als Antidot angepriesenes Heilmittel. Es wurde, im Gegensatz zu Mithridat und Theriak, die ihre Ursprünge in der klassischen Antike hatten, erst ab dem Ende des 16. Jahrhunderts hergestellt und verwendet und kam im 19. Jahrhundert aus der Mode.
Es galt als Universalheilmittel gegen alle Arten von Vergiftungen, sowohl zur präventiven Einnahme, als auch nach einer Vergiftung. Es wurde bei Vergiftungen mit kriminellem Hintergrund verwendet, sowie bei Pilzvergiftungen, Schlangen- und Skorpionbissen, Bissen von tollwütigen Tieren etc., aber auch bei Krankheiten wie der Pest, bei denen angenommen wurde, dass sich im Körper Gift bilde.

## Geschichte
Orvietan basierte auf zunächst geheim gehaltenen Formeln von Scharlatanen, die das Mittel z. B. auf Jahrmärkten vertrieben. Es war nach der mittelitalienischen Stadt Orvieto, dem Geburtsort seines angenommenen Erfinders, Messer Lupi da Orvieto, benannt, von dem jedoch keine gesicherten Lebensdaten überliefert sind. Der in Rom geborene Gerolamo (frz.: Hyeronimo) Ferranti begann damit in Paris zu Anfang des 17. Jahrhunderts zu handeln. Bei seinen öffentlichen Vorführungen soll er, um die Wirksamkeit des Mittels zu demonstrieren, unbekannte Gifte, die ihm aus der Menge angeboten wurden, an sich selbst ausprobiert haben. Weitere bekannt gewordene Scharlatane in der Nachfolge von Ferranti waren in Frankreich Jean Vitrario (auch Vitrario), Desiderio Descombes und Cristoforo (Christophe) Contugi.
Ärzte und Apotheker der Schulmedizin zögerten lange, Orvietan anzuwenden, da sie den Ruf der Scharlatane fürchteten. Als erster angesehener Mediziner veröffentlichte Johann Schröder 1655 in seiner Pharmacopeia Medico-Chymica ein eigenes Rezept. Als erster Pharmazeut nahm Moyse Charas Orvietan in ein Werk auf (Pharmacopée Royale Galénique et Chymique, 1676).

## Zusammensetzung
Orvietan war ein Electuarium (Leckmittel, Latwerge), ein Gemisch aus zum Teil giftigen Kräutern mit in Wein aufgelöstem Honig. Es wurde auch in reiner Pulverform in Bleischachteln verkauft.
Patrizia Catellani und Renzo Console haben 35 verschiedene Rezepte für Orvietan ausgewertet, die zwischen 1655 und 1857 publiziert wurden, davon die meisten aus dem 18. Jahrhundert. Die Anzahl der Zutaten variiert von 9 bis 57, die mittlere Anzahl ist 26. Die folgenden 26 Zutaten kommen dabei am häufigsten vor und vermitteln somit einen Eindruck über die verbreitetste Zusammensetzung:
- Engelwurz (Angelica archangelica)
- Giftheil (Aconitum anthora)
- Lange Osterluzei (Aristolochia longa)
- Rundknollige Osterluzei (Aristolochia rotunda)
- Schlangen-Knöterich (Polygonum bistorta)
- Kalmus (Acorus calamus)
- Eberwurzen (Carlina)
- Weißer Diptam (Dictamnus albus)
- Enzian (Gentiana)
- Meisterwurz (Peucedanum ostruthium)
- Schwarzwurzeln (Scorzonera)
- Blutwurz (Potentilla tormentilla)
- Baldrian (Valeriana officinalis)
- Benediktenkraut (Cnicus benedictus)
- Kreta-Majoran (Origanum dictamnus)
- Weinraute (Ruta graveolens)
- Knoblauch-Gamander (Teucrium scordium)
- Lorbeeren (Laurus nobilis fructus)
- Wacholderbeeren (Juniperus communis fructus)
- Zimt (Cinnamomi Cortex)
- Gewürznelken (Syzygium aromaticum)
- Vipernfleisch
- Mithridatikum (Mithridatikum ist selbst ein komplexes „Allheilmittel“ siehe Artikel)
- Theriak
- Weißwein
- Honig

## Erwähnung in der Literatur
Orvietan wird unter anderem in folgenden Werken erwähnt:
- Molière, L’amour médecin (1665)
- Voltaire, Pot-pourri (1765)
- Walter Scott, Kenilworth (1821)